# Tasmarubrius
Tasmarubrius is een geslacht van spinnen uit de  familie van de Macrobunidae.  De soorten in het geslacht komen voor in Tasmanië.

## Soorten
- Tasmarubrius hickmani Davies, 1998
- Tasmarubrius milvinus (Simon, 1903)
- Tasmarubrius pioneer Davies, 1998
- Tasmarubrius tarraleah Davies, 1998
- Tasmarubrius truncus Davies, 1998